# Лісмор (Міннесота)
Лісмор (англ. Lismore) — місто (англ. city) в США, в окрузі Ноблс штату Міннесота. Населення — 202 особи (2020).

## Географія
Лісмор розташований за координатами 43°44′57″ пн. ш. 95°56′54″ зх. д. / 43.74917° пн. ш. 95.94833° зх. д. (43.749123, -95.948296).  За даними Бюро перепису населення США в 2010 році місто мало площу 0,94 км², уся площа — суходіл.

## Демографія
Згідно з переписом 2010 року, у місті мешкало 227 осіб у 96 домогосподарствах у складі 64 родин. Густота населення становила 242 особи/км².  Було 107 помешкань (114/км²).
Расовий склад населення:
| - 96,0 % — білих - 4,0 % — чорних або афроамериканців |

До двох чи більше рас належало 0,0 %. Частка іспаномовних становила 0,9 % від усіх жителів.
За віковим діапазоном населення розподілялося таким чином: 24,2 % — особи молодші 18 років, 53,3 % — особи у віці 18—64 років, 22,5 % — особи у віці 65 років та старші. Медіана віку мешканця становила 44,1 року. На 100 осіб жіночої статі у місті припадало 95,7 чоловіків;  на 100 жінок у віці від 18 років та старших — 104,8 чоловіків також старших 18 років.
Середній дохід на одне домашнє господарство  становив 55 943 долари США (медіана — 38 750), а середній дохід на одну сім'ю — 65 537 доларів (медіана — 43 250). Медіана доходів становила 41 250 доларів для чоловіків та 30 000 доларів для жінок. За межею бідності перебувало 27,2 % осіб, у тому числі 41,8 % дітей у віці до 18 років та 7,3 % осіб у віці 65 років та старших.
Цивільне працевлаштоване населення становило 113 особи. Основні галузі зайнятості: освіта, охорона здоров'я та соціальна допомога — 23,0 %, виробництво — 16,8 %, будівництво — 15,0 %.